# Livestrong karkötő

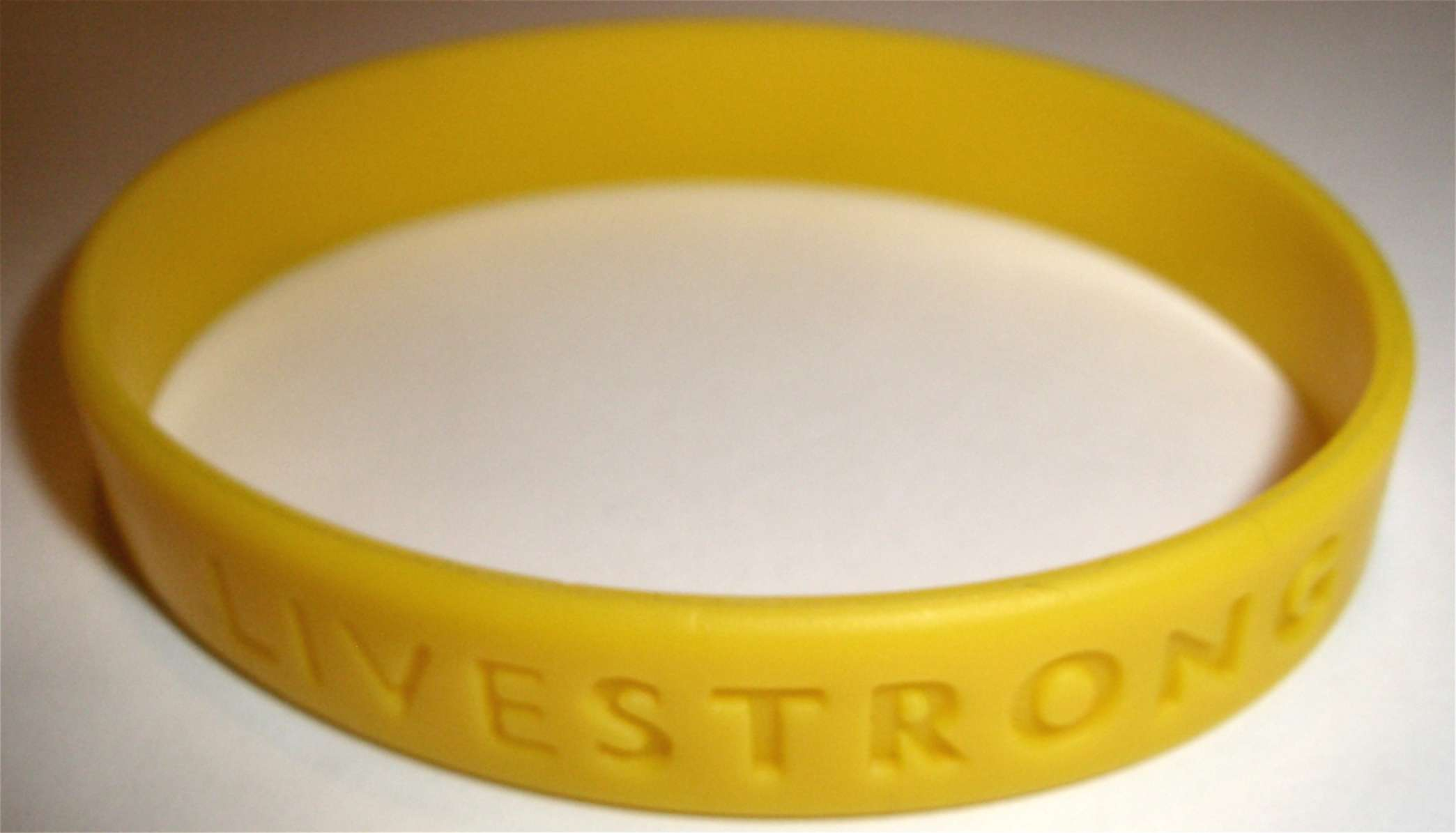
A Livestrong karkötő elölről.

A Livestrong karkötő egy sárga színű szilikonból készült karkötő, amit 2004 májusában adott ki a Lance Armstrong által alapított Lance Armstrong Foundation.
A karkötő sárga színét a professzionális kerékpározásról kapta, pontosabban a Tour de France végső győztese által elnyert sárga trikóról. Számos jótékonysági alapítvány a Livestrong sikerén felbuzdulva saját karkötőket fejlesztett- és adott ki pénzgyűjtés céljából.

## A karkötő célja

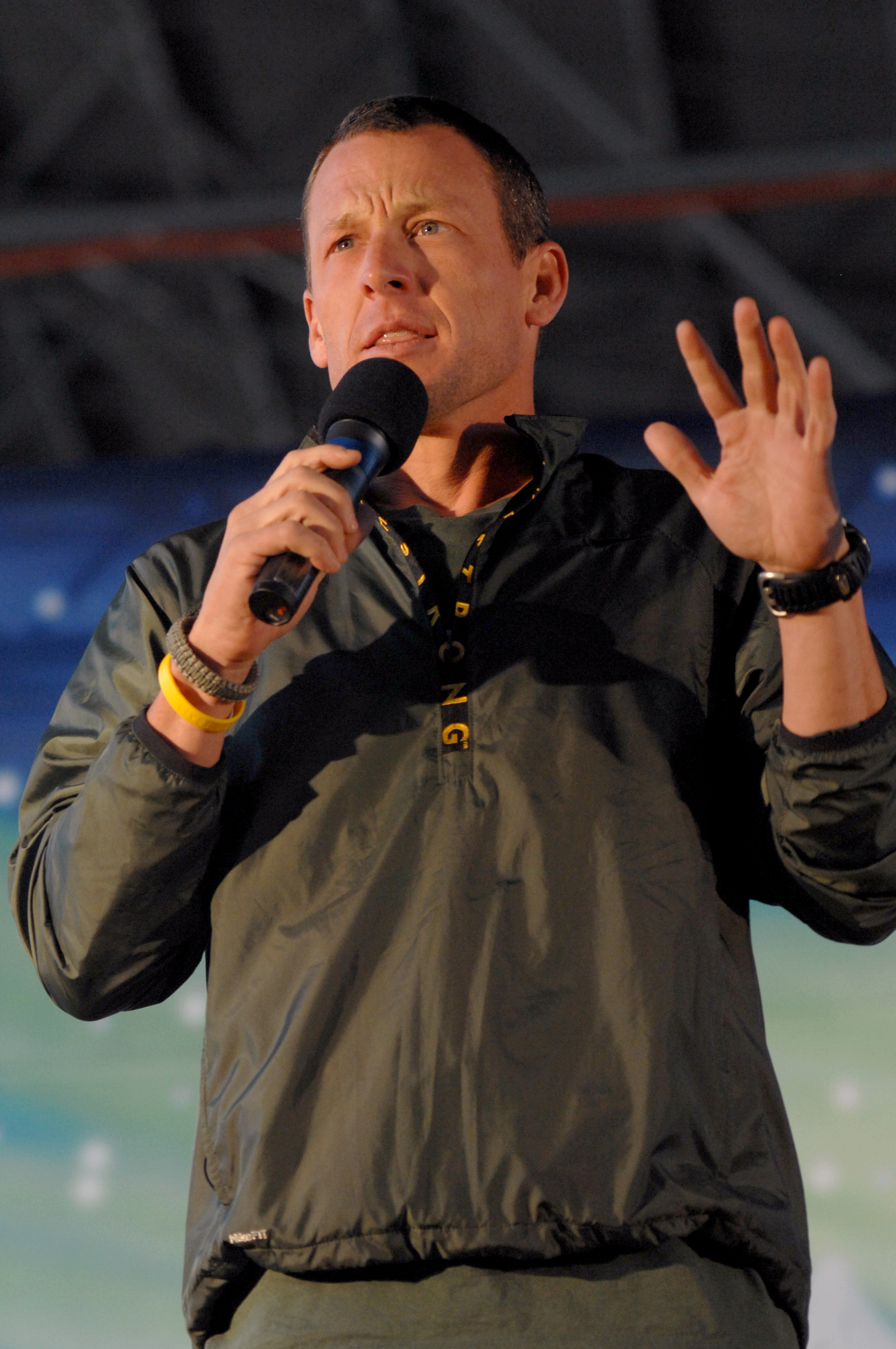
Lance Armstrong, jobb karján a Livestrong karkötő.

A karkötő a „Wear Yellow Live Strong” nevelési program része, amely rákkutatásokért gyűjt pénzt és arra bátorítja az embereket, hogy teljes és egészséges életet éljenek. Minden egyes karkötővel a vásárlók a Lance Armstrong Foundationt és a Nike-t támogatják, amit darabonként is meg lehet venni, de 10-es, 100-as vagy akár 1200-as csomagolásban is hozzá lehet jutni. Az adománygyűjtési tárgyként kiadott karkötőt a Nike és a Wieden+Kennedy reklámügynökség fejlesztette ki Texas megye Austin városában, Lance szülővárosában. Szerte a világ összes Nike boltban árusítják, Magyarországon viszont csak nagyon kevés helyen és egymástól eltérő áron lehet kapni, hol 300, 600, hol pedig 1000 forintért. A karkötő célja az volt, hogy hat hónap alatt a Lance Armstrong Alapítványnak és a Nike-nak 25.1 millió dollárt gyűjtsön be, amely sikerült is 70 millió eladott karkötővel világszerte. Egy karkötőt 1 dollárért árusítanak.

## Népszerűség

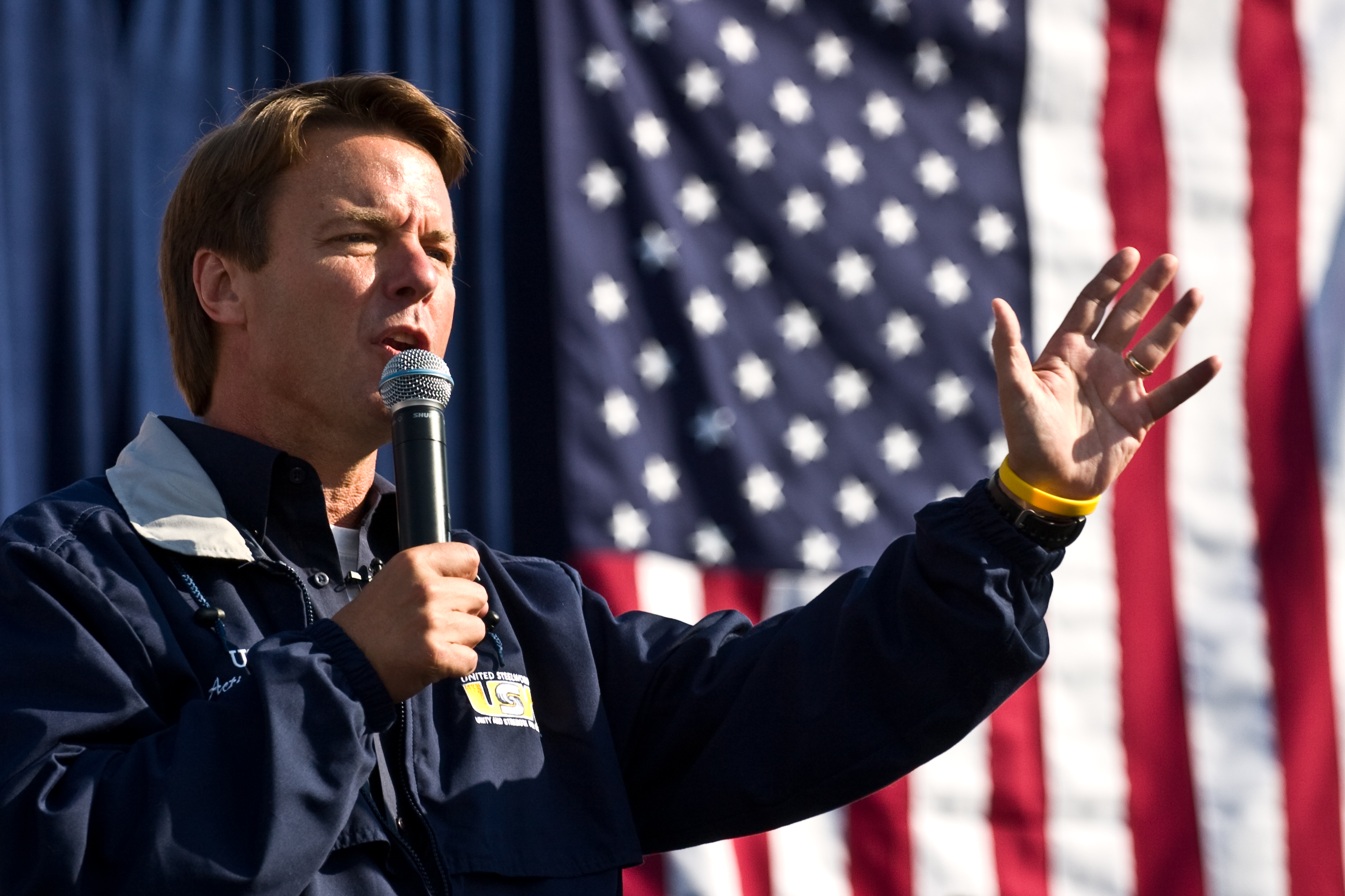
A képen John Edwards látható 2007-ben, Pennsylvania megye Pittsburgh városában, amint épp kampányol. Bal karjának csuklóján jól látható a Livestrong karkötő.

2004 nyarának végén az Amerikai Egyesült Államokban hatalmas siker övezte a karkötőt Lance Armstrong akkori Tour de France győzelme miatt, így nem sokkal később az egész egész világon hamar népszerűvé vált. Először a 2004-es Tour de France-on lehetett látni, majd később számos híres személyen is: a 2004-es amerikai demokrata elnökjelöltön, John Kerryn, John Edwards-on 2007-ben, a hírbeterjesztő Katie Couricon, Matt Damon színészen és jó néhány 2004-es nyári olimpián részt vevő atléta karján is.
Az amerikai The Office című televíziós sorozat 2006-os Michael's Birthday epizódjában, Michael egy Livestrong-os karkötőt vág ki sárga papírból Kevin-nek, mikor megtudja, hogy bőrrákban szenved.
2007 augusztusában a The Colbert Report című televíziós műsorban Stephen Colbert kiparodizálta a karkötőt és a „Wriststrong” nevet adta neki, a képzeletbeli „Csuklóval az erőszakért” kampányában.
Néhány kórházban a páciensek kezéről levágták a Livestrong-os karkötőket, mondván, hogy azok az ottani „Nem újraélesztendő” feliratú karkötőre hasonlítottak.

## Külső hivatkozások
- Lance Armstrong Alapítvány hivatalos oldala (angolul)
- Livestrong hivatalos oldala (angolul)
- Hivatalos Livestrong bolt (angolul)
- Nike hivatalos Livestrong oldala (angolul)